# Попенко Олександр Савович
Олександр Савович Попенко (20 червня 1949, м. Верея Московської області) — український художник. Працює у жанрах дизайну середовища та станкового живопису.

## Біографічна довідка
У 1968 році закінчив Рязанське державне художнє училище. В 1976 році закінчив Московське вище художньо-промислове училище (Строганівське), факультет ДПМ за фахом художнє проектування дизайну середовища (педагоги — М. Грішин, А. Свиридов).
Член Вінницької обласної організації Національної спілки художників України з 1982 року.